# Deniz Ayçiçek
Deniz Ayçiçek (* 5. Juni 1990 in Neustadt am Rübenberge) ist ein deutscher Fußballspieler. Seit 2015 steht er beim 1. FC Wunstorf in der Oberliga Niedersachsen unter Vertrag.

## Karriere
Deniz Ayçiçek, Sohn einer Deutschen und eines Türken, begann mit dem Fußballspielen beim RSV Rehburg. Danach wechselte er in die Jugendabteilung von Hannover 96. In der A-Jugend-Bundesliga 2007/08 erzielte er für Hannovers U-19 in 23 Spielen 17 Tore.
2009 wurde Ayçiçek in die zweite Mannschaft hochgezogen. Sein Debüt gab er am 16. September 2009, als er am ersten Spieltag der Regionalliga Nord im Spiel gegen die zweite Mannschaft des FC St. Pauli zu Beginn der zweiten Halbzeit für Jan Rosenthal eingewechselt wurde. Bis Saisonende kam er auf 25 Einsätze, davon machte er zehn Spiele über die gesamte Spielzeit. Auch in der folgenden Saison hatte er nur phasenweise einen Stammplatz. Am 4. Februar 2011 erzielte er mit dem 1:0 gegen den FC Oberneuland seinen ersten Treffer für die zweite Mannschaft in der Regionalliga Nord.
Am 8. Juni 2011 unterschrieb Ayçiçek seinen ersten Profivertrag bei Hannover 96. Der Kontrakt hatte eine Gültigkeit ab dem 1. Juli 2011 und eine Laufzeit bis 2013. In diesen Jahren kam Ayçiçek jedoch in keinem Punktspiel für Hannover 96 zum Einsatz. Daraufhin wechselte er im Sommer 2013 zum MSV Duisburg, der nach dem Lizenzentzug durch die DFL aus der 2. Bundesliga hatte absteigen müssen. Ayçiçek gab sein Profidebüt am 20. Juli 2013, als er im Saisonauftaktspiel der 3. Liga gegen den 1. FC Heidenheim nach neun Minuten für den verletzten Tanju Öztürk eingewechselt wurde. Anschließend wurde er zunächst regelmäßig aufgeboten, wohingegen er in der Saison 2014/15 keine Rolle mehr innerhalb der Profimannschaft spielte. Dementsprechend war er am Aufstieg 2015 in die 2. Bundesliga nicht direkt beteiligt.
Im Sommer 2015 verließ er den MSV und wechselte zum Oberligisten 1. FC Wunstorf. Dort spielte er vier Jahre bis zum Abstieg des Vereins in die Landesliga Niedersachsen nach der Saison 2018/19. Seit 2023 spielt Ayçiçek bei den Alten Herren des 1. FC Wunstorf in der Ü32-Mannschaft auf Kreisligaebene.

## Erfolge
- Vizemeister der 3. Liga 2015 und Aufstieg in die 2. Fußball-Bundesliga (mit dem MSV Duisburg)

## Sonstiges
Deniz Ayçiçeks Bruder Levent (* 1994) ist ebenfalls Fußballspieler. Nachdem er in der Jugend von Hannover 96 aktiv war, spielt er derzeit bei der SpVgg Greuther Fürth und ist auch deutscher Juniorennationalspieler.
Einer größeren Öffentlichkeit wurde er durch das Spiel FIFA 13 der Videospielreihe des Entwicklerstudios EA Sports bekannt. Durch einen sogenannten Glitch entwickelte sich die Spielfigur, die Deniz Aycicek entspricht, im Karrieremodus der Fußballsimulation überproportional gut. Seine Wertung im Spiel lag bei einem Wert über 90, den sonst nur Weltstars wie Lionel Messi oder Cristiano Ronaldo erreichen. Somit wurde Aycicek zu einem Geheimtipp für FIFA Spieler und weltweit in den entsprechenden Foren ausgiebig erwähnt.